# Martin Bergvold
Martin Bergvold (født 20. februar 1984) er en dansk tidligere professionel fodboldspiller, der i sin karriere bl.a. spillede for F.C. København, Lyngby Boldklub, Esbjerg fB og italienske Livorno. Han har spillet 18 kampe og scoret to mål for Danmarks U/21-landshold. 

## Karriere
Bergvold begyndte at spille fodbold i Rødovre Boldklub og senere i Boldklubben Avarta inden han skiftede til Kjøbenhavns Boldklub (KB). Bergvold har spillet for forskellige danske landshold. Han vandt i 2000 prisen som årets spiller på U/17 landsholdet.
Han fik sin seniordebut for FCK i december 2002. Han scorede sit første mål for klubben i marts 2004.
I januar 2007 flyttede han til udlandet for at spille for den italienske klub AS Livorno Calcio. Her spillede han sin første kamp for klubben, mod Fiorentina den 28. januar 2007. Han fuldførte hele sin kontrakts længde hos AS Livorno Calcio, hvor han nåede at spille 76 kampe, heraf 56 fra start og med 5 mål til følge.
Den 7. august 2010 vendte han tilbage til F.C. København på en fri transfer. Bergvold var dog skadet i lange perioder, og havde vanskeligt ved at opnå kampe for FCK, hvorfor han i forårssæsonen 2012 blev udlejet til Lyngby Boldklub. Efter lejeperiodens udløb returnerede Bergvold til FCK, men opnåede ikke spilletid, hvorefter han ultimo august 2012 blev solgt til Esbjerg fB, hvorfra han skiftede til Vendsyssel, inden han for en kort periode vente tilbage til Livorno. Han sluttede karrieren i færøske HB Thorshavn. 